# Raïon de Volnovakha
Le raïon de Volnovakha (en ukrainien : Волноваський район) est un raïon (district) dans l'oblast de Donetsk en Ukraine.

## Création de 2020
Lors de la réforme administrative de l'Ukraine de 2020, son centre administratif est la ville de Volnovakha, il est formé de huit collectivités territoriales. Il a absorbé les raïons de Volnovakha, Velyka Novosilka et Marinka.

## Lieux d'intérêt

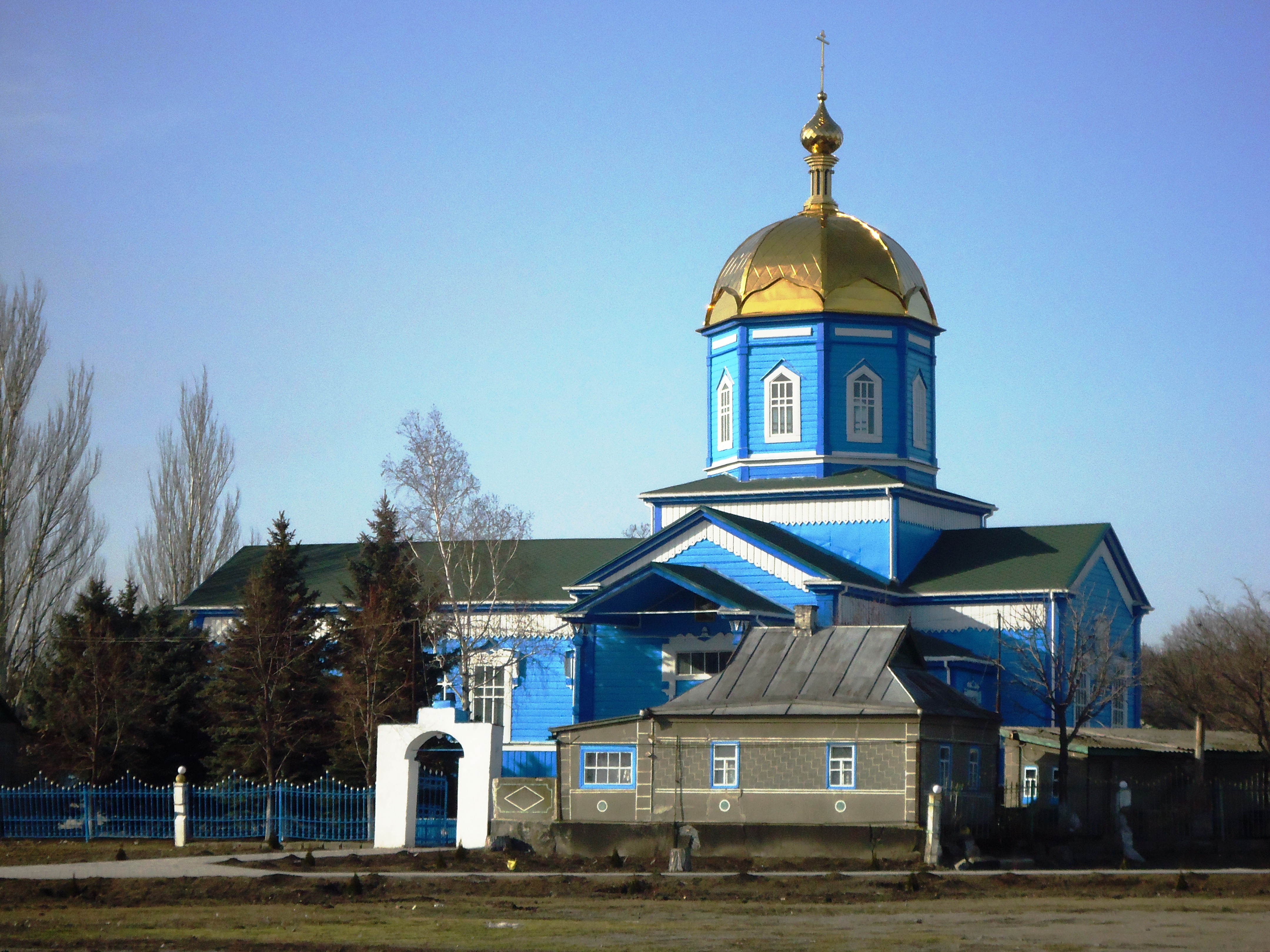
Église de la Nativité à Andriivka, classée[1],
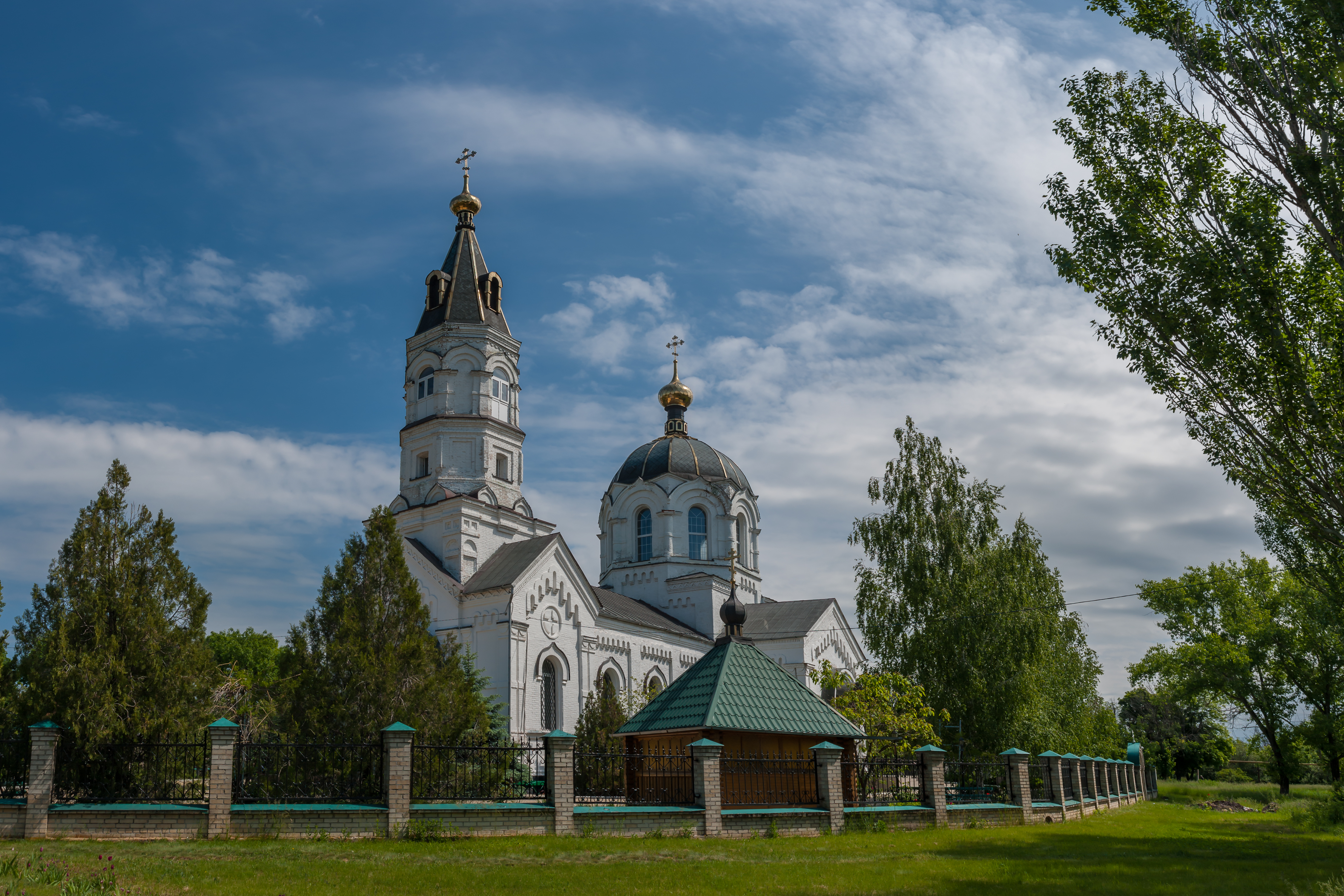
monastère à Mykilske, classé[2],
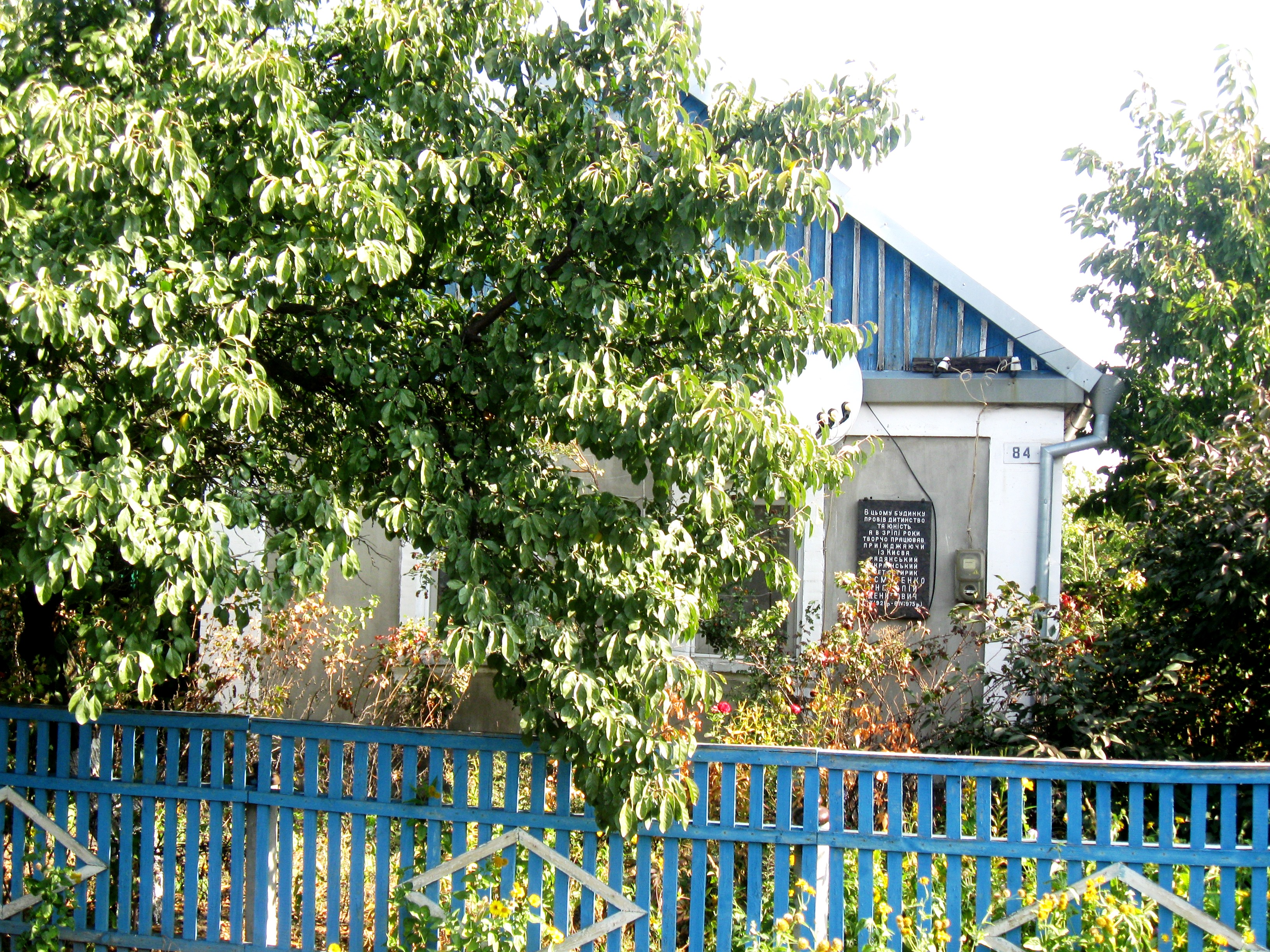
la maison de Mikoli Kosmatenko à Vremivka, classée[3],
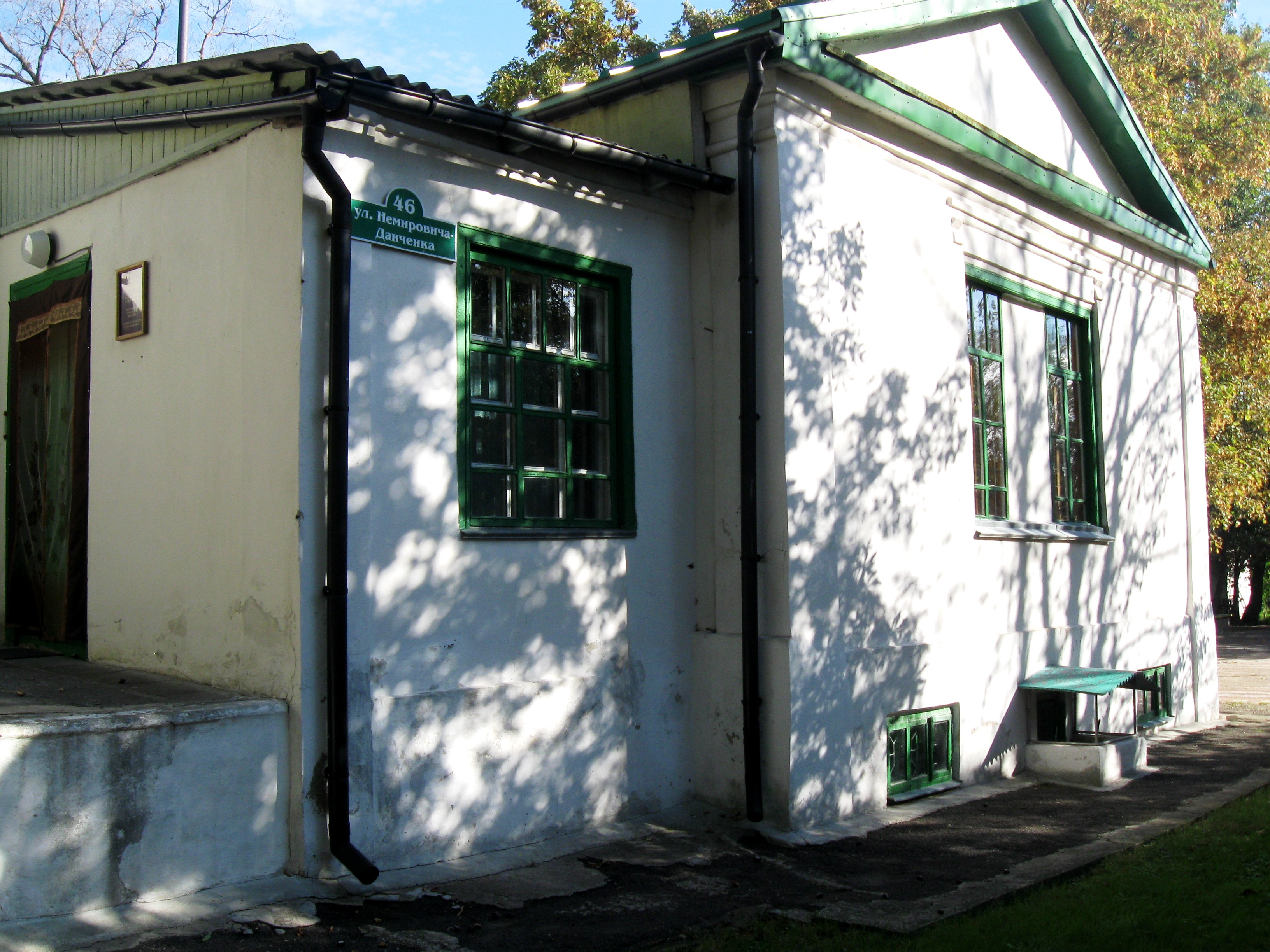
musée de la maison de Vladimir Nemirovich-Danchenko, classé[4].